# Serra del Pou
La Serra del Pou és una serra situada al municipis de l'Albiol a la comarca del Baix Camp i el de Mont-ral a la comarca de l'Alt Camp, amb una elevació màxima de 929 metres.